# Tichá společnost
Tichá společnost se zakládá smlouvou, kterou mezi sebou uzavřou podnikatel a tzv. tichý společník. Ten za určitý vklad získá právo podílet se na zisku podnikatele. Je jednou z vedlejších forem podnikání, není to však samostatná právnická osoba, vždy jde jen o závazkový vztah mezi účastníky smlouvy o tiché společnosti. Upravena je v § 2747–2755 občanského zákoníku (do roku 2014 jako tiché společenství v § 673–681 obchodního zákoníku a ještě předtím do roku 1992 jako tichá společnost v § 106u–106z hospodářského zákoníku).

## Předmět smlouvy
Hlavním předmětem smlouvy je to, že tichý společník za určitý vklad, který do společnosti vloží, získá právo podílet se na zisku, ale zároveň i povinnost podílet se na případné ztrátě. Vkladem nemusí být ale vždy peníze, může se jednat také o práva, licence, nemovité věci i o jiné nepeněžité věci. Tichým společníkem může být jakákoliv právnická nebo fyzická osoba, nemusí to být nutně podnikatel.
Tichý společník může vždy nahlížet do obchodních dokladů a účetních záznamů podnikatele a za jeho dluhy ručí jen tehdy, pokud je jeho jméno obsaženo ve jménu či obchodní firmě podnikatele nebo jestliže vůči obchodním partnerům prohlásí, že s podnikatelem podnikají společně. Výše podílu na zisku nebo ztrátě může být předem dohodnuta, jinak se určí vzhledem k výši vkladu a zavedené praxi či obecným zvyklostem. V případě sporu rozhodne soud.

## Zánik tiché společnosti
V případě, že je smlouva o tichém společenství ukončena, je podnikatel povinen tichému společníkovi vyplatit jeho vklad, a to zvýšený nebo snížený o rozdíl vzniklý výsledkem podnikání podle stavu ke dni zániku tiché společnosti.
Tichá společnost zaniká uplynutím doby, pokud byla časově omezena, ukončením podnikání, kterého se týkala, úpadkem některé ze stran smlouvy nebo výpovědí smlouvy. Zrušuje se automaticky také tehdy, pokud podíl tichého společníka na ztrátě dosáhne výše jeho vkladu (ledaže tuto část ztráty uhradí či zvýší svůj vklad).